# Вільгельм Дерпфельд
Вільгельм Дерпфельд (нім. Wilhelm Dörpfeld, 26 грудня 1853, Бармен (нині м. Вупперталь), Німеччина — 25 квітня 1940, Нідрі, о. Лефкас, Греція) — німецький архітектор та археолог класичності; дослідник давньогрецької літератури та театру.
Вільгельм Дерпфельд вважається засновником наукової теорії ведення розкопок в археології. Завдяки розробленим ним методам пошарових, стратиграфічних розкопок збільшився обсяг отримуваних історичних даних. За свої видатні успіхи в галузі археології Дерпфельд став семикратним почесним доктором і в 1892 році здобув звання професора.

## Біографія

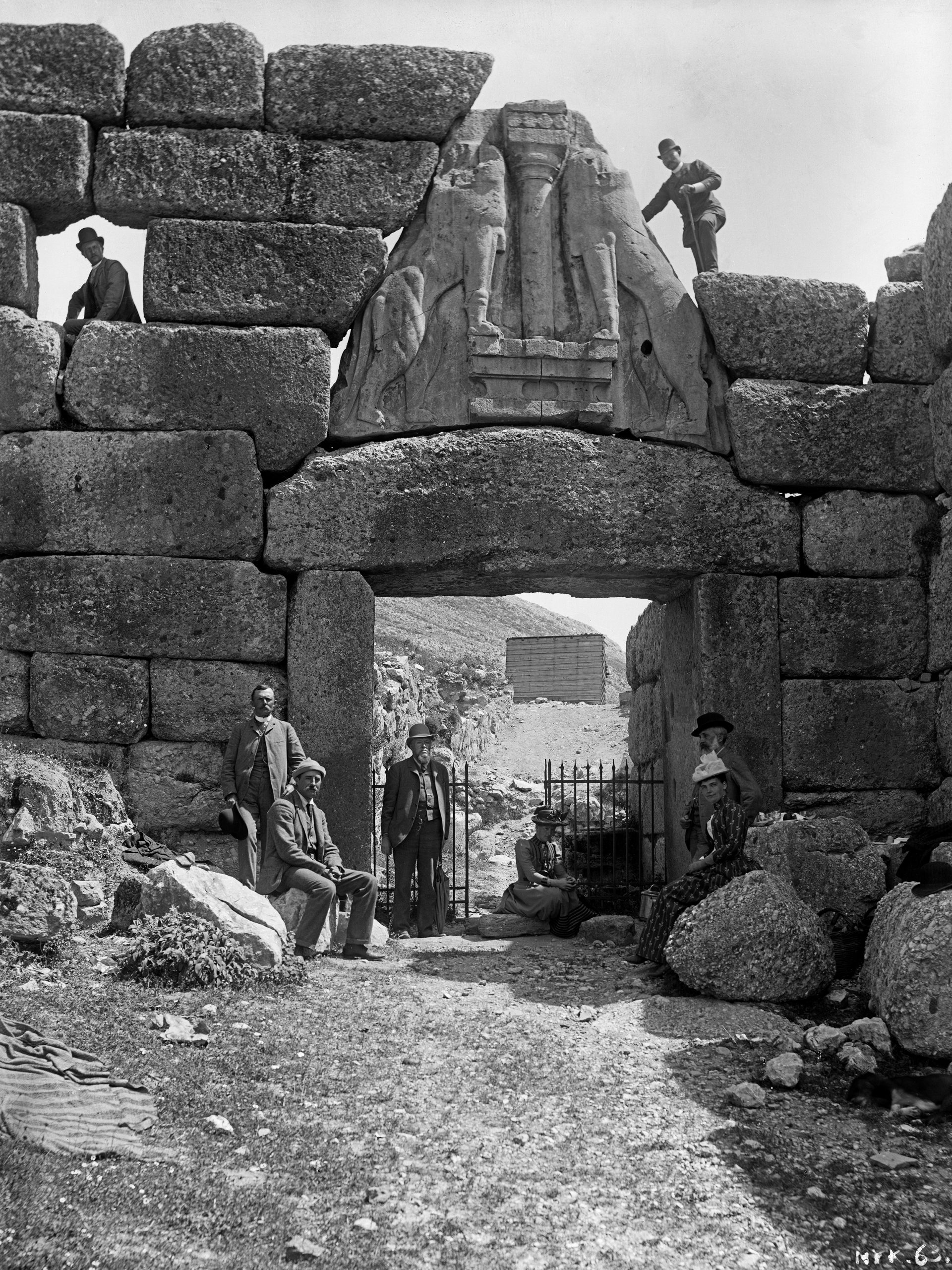
Вільгельм Дерпфельд та Генріх Шліман біля Левових воріт в Мікенах

Вільгельм Дерпфельд народився в сім'ї педагога Фрідріха Вільгельма Дерпфельда. Закінчивши шкільне навчання в Ельберфельді в 1872 році, вивчав архітектуру в Берлінській будівельній академії. Його кар'єра в археології та архітектурі почалася з роботи в бюро його вчителя, а пізніше тестя Фрідріха Адлера.
1877 року Дерпфельд прибув в Олімпію як асистент архітектора розкопок Ріхарда Бона. У 1878 році двадцятип'ятирічному Дерпфельду вже довірене технічне керівництво розкопками. Після закінчення робіт в Олімпії в 1882 році Генріх Шліман запросив його на розкопки Трої, які Дерпфельд продовжив і після смерті Шлімана. Лише йому вдалося дати перше ясне пояснення численним культурним шарам Трої.
В період з 1884 р. до 1885 р. Дерпфельд разом з Генріхом Шліманом брав участь у розкопках Тиринфа. У 1900—1913 роках Дерпфельд працював з Александром Конце в середньому та нижньому місті давнього Пергаму. У 1931 році Дерпфельд проводив дослідження на археологічній ділянці Афінської гори (див. Афінський акрополь). Після Афін здійснив розкопки у різних місцях Лефкади, зрештою це дало йому змогу видати роботу, у якій науковець висунув та обґрунтував гіпотезу: Ітака Гомера і є Лефкас. Він навіть вказав, де міг розташовуватись палац Одісея — на захід від Нідрі на південному узбережжі Левкади.
1912 року Дерпфельд відійшов від справ, як почесний професор з 8 квітня 1923 р. читав лекції в Єнському університеті. З 1886 р. до 1912 р. Дерпфельд обіймав посаду другого секретаря (директора) Німецького археологічного інституту в Афінах.

## Праці
- (нім.)Das griechische Theater, 1896;
- (нім.)Troja und Ilion, 1902;
- (нім.)Olympia in römischer Zeit, 1914 (Digitalisat [Архівовано 24 квітня 2014 у Wayback Machine.]);
- (нім.)Alt-Olympia, 2 Bände, 1935;
- (нім.)Alt-Athen und seine Agora, 2 Bände, 1937–39.